# Leptolaimidae
Leptolaimidae é uma família de nematóides pertencentes à ordem Araeolaimida.

## Géneros
Géneros:
- Acontiolaimus Filipjev, 1918
- Alaimella Cobb, 1920
- Anguilloides